# Ману Чао
Ману Чао, роден като Хосе-Мануел Томас Артур Чао (на испански: José-Manuel Thomas Arthur Chao), е известен френски певец и музикант с испански корени.

## Биография и творчество
Израства сред високо образована и културна среда. Родителите му са испанци, отдадени на музиката и изкуството, които като млади се местят да живеят в Париж, за да избягат от фашистката диктатура на Франциско Франко в Испания. Баща му Рамон Чао е известен писател и журналист. Ману израства в Париж, а днес живее в Бразилия, Марсилия и Барселона.
През 1987 заедно с брат си Антоан създават групата Мано Негра. След разпада ѝ през 1995 решава да гради соло кариера. Сингълът му Bongo Bong през 1998 го прави световноизвестен, a албумът Clandestino, който се появява на пазара същата година, придобива платинен статус. В творбите си най-често пее за живота, любовта и проблемите на хората от Третия свят. През 2006 прави едно от най-посещаваните турнета в САЩ.
В песните си пее на френски, испански, арабски, португалски, английски и волоф.
Ману е привърженик на легализирането на марихуаната. В песните си той често пее за нея.
През 2002 певецът изнася концерт в София пред около 6000 души, като изпълнителят гостува отново в България и през 2011 г..
През септември 2013 г. Ману Чао изнася трети концерт в София, този път в зала „Фестивална“. Седмица преди събитието на българския пазар излиза и биографична книга за него: Clandestino: в търсене на Ману Чао (изд. „Вакон“, 2013)

## Дискография

### Албуми
- Clandestino (1998)
- Próxima Estación: Esperanza (2001)
- Radio Bemba Sound System (2002)
- Sibérie m'était contéee (2004)
- La Radiolina (2007)
- Baionarena (2009)

### Сингли
- Bongo Bong (1999)
- Clandestino (2000)
- Me gustas tú (2001)
- Merry Blues (2001)
- Mr. Bobby (2002)
- Petite blonde du Boulevard Brune (2004)